# Pyrus ketzkhovelii
Pyrus ketzkhovelii är en rosväxtart som beskrevs av S. Kuthath.. Pyrus ketzkhovelii ingår i släktet päronsläktet, och familjen rosväxter. Inga underarter finns listade i Catalogue of Life.